# Ciclismo nos Jogos Olímpicos de Verão de 2016 - Omnium masculino

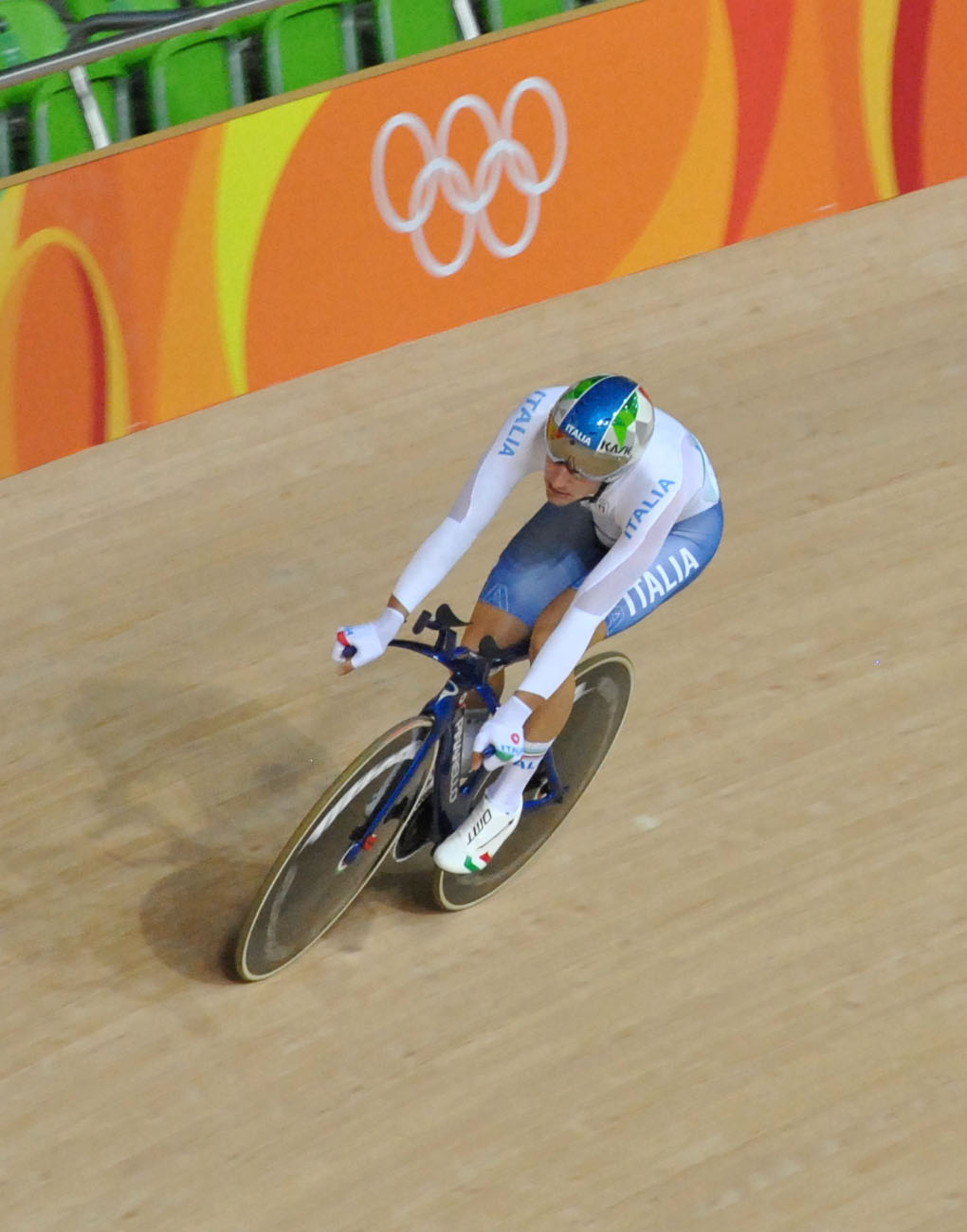
Elia Viviani, da Itália, conquistou a medalha de ouro no omnium.

A prova de omnium masculino do ciclismo nos Jogos Olímpicos de Verão de 2016 foi disputada entre os dias 14 e 15 de agosto no Velódromo Municipal do Rio.

## Calendário
Horário local (UTC-3)
| Dia          | Horário | Fase                   |
| ------------ | ------- | ---------------------- |
| 14 de agosto | 16:40   | Scratch                |
| 14 de agosto | 17:50   | Perseguição individual |
| 14 de agosto | 19:15   | Corrida de eliminação  |
| 15 de agosto | 10:21   | Contra o relógio       |
| 15 de agosto | 16:00   | Flying lap             |
| 15 de agosto | 17:23   | Corrida por pontos     |

## Medalhistas
| Ouro   | ITA Elia Viviani        |
| Prata  | GBR Mark Cavendish      |
| Bronze | DEN Lasse Norman Hansen |

## Resultados

### Scratch
| Pos. | Ciclista                | Voltas atrás | Pontos |
| ---- | ----------------------- | ------------ | ------ |
| 1    | DEN Lasse Norman Hansen | 0            | 40     |
| 2    | GER Roger Kluge         | 0            | 38     |
| 3    | FRA Thomas Boudat       | −1           | 36     |
| 4    | AUS Glenn O'Shea        | −1           | 34     |
| 5    | NZL Dylan Kennett       | −1           | 32     |
| 6    | GBR Mark Cavendish      | −1           | 30     |
| 7    | ITA Elia Viviani        | −1           | 28     |
| 8    | COL Fernando Gaviria    | −1           | 26     |
| 9    | KOR Park Sang-hoon      | −1           | 24     |
| 10   | KAZ Artyom Zakharov     | −1           | 22     |
| 11   | HKG Leung Chun Wing     | −1           | 20     |
| 12   | JPN Kazushige Kuboki    | −1           | 18     |
| 13   | MEX Ignacio Prado       | −1           | 16     |
| 14   | BRA Gideoni Monteiro    | −1           | 14     |
| 15   | SUI Gaël Suter          | −1           | 12     |
| 16   | NED Tim Veldt           | −1           | 10     |
| 17   | USA Bobby Lea           | −1           | 8      |
| 18   | BEL Jasper De Buyst     | −1           | 6      |

### Perseguição individual
| Pos. | Ciclista                | Tempo    | Pontos | Geral | Class. geral |
| ---- | ----------------------- | -------- | ------ | ----- | ------------ |
| 1    | DEN Lasse Norman Hansen | 4:14.982 | 40     | 80    | 1            |
| 2    | GBR Mark Cavendish      | 4:16.878 | 38     | 68    | 3            |
| 3    | ITA Elia Viviani        | 4:17.453 | 36     | 64    | 5            |
| 4    | GER Roger Kluge         | 4:18.907 | 34     | 72    | 2            |
| 5    | FRA Thomas Boudat       | 4:19.918 | 32     | 68    | 3            |
| 6    | NZL Dylan Kennett       | 4:20.180 | 30     | 62    | 6            |
| 7    | NED Tim Veldt           | 4:22.856 | 28     | 38    | 10           |
| 8    | USA Bobby Lea           | 4:23.942 | 26     | 34    | 13           |
| 9    | BRA Gideoni Monteiro    | 4:25.808 | 24     | 38    | 10           |
| 10   | COL Fernando Gaviria    | 4:26.649 | 22     | 48    | 8            |
| 11   | AUS Glenn O'Shea        | 4:28.350 | 20     | 54    | 7            |
| 12   | KOR Park Sang-hoon      | 4:29.079 | 18     | 42    | 9            |
| 13   | HKG Leung Chun Wing     | 4:29.162 | 16     | 36    | 12           |
| 14   | MEX Ignacio Prado       | 4:29.396 | 14     | 30    | 15           |
| 15   | KAZ Artyom Zakharov     | 4:32.503 | 12     | 34    | 13           |
| 16   | BEL Jasper De Buyst     | 4:36.246 | 10     | 16    | 18           |
| 17   | SUI Gaël Suter          | 4:36.674 | 8      | 20    | 17           |
| 18   | JPN Kazushige Kuboki    | 4:39.889 | 6      | 24    | 16           |

### Corrida de eliminação
| Pos. | Ciclista                | Pontos | Geral | Class. geral |
| ---- | ----------------------- | ------ | ----- | ------------ |
| 1    | ITA Elia Viviani        | 40     | 104   | 2            |
| 2    | FRA Thomas Boudat       | 38     | 106   | 1            |
| 3    | COL Fernando Gaviria    | 36     | 84    | 6            |
| 4    | JPN Kazushige Kuboki    | 34     | 58    | 11           |
| 5    | KAZ Artyom Zakharov     | 32     | 66    | 10           |
| 6    | BRA Gideoni Monteiro    | 30     | 68    | 9            |
| 7    | GBR Mark Cavendish      | 28     | 96    | 3            |
| 8    | SUI Gaël Suter          | 26     | 46    | 17           |
| 9    | MEX Ignacio Prado       | 24     | 54    | 13           |
| 10   | AUS Glenn O'Shea        | 22     | 76    | 7            |
| 11   | USA Bobby Lea           | 20     | 54    | 13           |
| 12   | GER Roger Kluge         | 18     | 90    | 4            |
| 13   | HKG Leung Chun Wing     | 16     | 52    | 15           |
| 14   | KOR Park Sang-hoon      | 14     | 56    | 12           |
| 15   | BEL Jasper De Buyst     | 12     | 28    | 18           |
| 16   | NED Tim Veldt           | 10     | 48    | 16           |
| 17   | NZL Dylan Kennett       | 8      | 70    | 8            |
| 18   | DEN Lasse Norman Hansen | 6      | 86    | 5            |

### Contra o relógio
| Pos. | Ciclista                | Tempo    | Pontos | Geral | Class. geral |
| ---- | ----------------------- | -------- | ------ | ----- | ------------ |
| 1    | NZL Dylan Kennett       | 1:00.923 | 40     | 110   | 8            |
| 2    | AUS Glenn O'Shea        | 1:02.332 | 38     | 114   | 6            |
| 3    | ITA Elia Viviani        | 1:02.338 | 36     | 140   | 1            |
| 4    | COL Fernando Gaviria    | 1:02.469 | 34     | 118   | 4            |
| 5    | DEN Lasse Norman Hansen | 1:02.538 | 32     | 118   | 4            |
| 6    | GBR Mark Cavendish      | 1:02.868 | 30     | 126   | 2            |
| 7    | NED Tim Veldt           | 1:03.464 | 28     | 76    | 12           |
| 8    | HKG Leung Chun Wing     | 1:03.730 | 26     | 78    | 10           |
| 9    | GER Roger Kluge         | 1:03.797 | 24     | 114   | 6            |
| 10   | KAZ Artyom Zakharov     | 1:03.941 | 22     | 88    | 9            |
| 11   | FRA Thomas Boudat       | 1:04.227 | 20     | 126   | 2            |
| 12   | KOR Park Sang-hoon      | 1:04.231 | 18     | 74    | 13           |
| 13   | SUI Gaël Suter          | 1:04.433 | 16     | 62    | 16           |
| 14   | USA Bobby Lea           | 1:05.339 | 14     | 68    | 15           |
| 15   | JPN Kazushige Kuboki    | 1:05.498 | 12     | 70    | 14           |
| 16   | BRA Gideoni Monteiro    | 1:05.505 | 10     | 78    | 10           |
| 17   | MEX Ignacio Prado       | 1:05.839 | 8      | 62    | 16           |
| 18   | BEL Jasper De Buyst     | DNS      | –      | 28    | 18           |

### Flying lap
| Pos. | Ciclista                | Tempo  | Pontos | Geral | Class. geral |
| ---- | ----------------------- | ------ | ------ | ----- | ------------ |
| 1    | NZL Dylan Kennett       | 12.506 | 40     | 150   | 4            |
| 2    | ITA Elia Viviani        | 12.660 | 38     | 178   | 1            |
| 3    | GBR Mark Cavendish      | 12.793 | 36     | 162   | 2            |
| 4    | DEN Lasse Norman Hansen | 12.832 | 34     | 152   | 3            |
| 5    | SUI Gaël Suter          | 12.981 | 32     | 94    | 12           |
| 6    | AUS Glenn O'Shea        | 13.053 | 30     | 144   | 6            |
| 7    | NED Tim Veldt           | 13.170 | 28     | 104   | 10           |
| 8    | HKG Leung Chun Wing     | 13.265 | 26     | 104   | 11           |
| 9    | FRA Thomas Boudat       | 13.272 | 24     | 150   | 5            |
| 10   | COL Fernando Gaviria    | 13.273 | 22     | 140   | 7            |
| 11   | GER Roger Kluge         | 13.332 | 20     | 134   | 8            |
| 12   | USA Bobby Lea           | 13.416 | 18     | 86    | 15           |
| 13   | KAZ Artyom Zakharov     | 13.446 | 16     | 104   | 9            |
| 14   | KOR Park Sang-hoon      | 13.489 | 14     | 88    | 14           |
| 15   | BRA Gideoni Monteiro    | 13.569 | 12     | 90    | 13           |
| 16   | JPN Kazushige Kuboki    | 13.587 | 10     | 80    | 16           |
| 17   | MEX Ignacio Prado       | 14.046 | 8      | 70    | 17           |

### Corrida por pontos
| Pos. | Ciclista                | Pontos | Geral | Class. geral |
| ---- | ----------------------- | ------ | ----- | ------------ |
| 1    | COL Fernando Gaviria    | 41     | 181   | 4            |
| 2    | DEN Lasse Norman Hansen | 40     | 192   | 3            |
| 3    | GER Roger Kluge         | 33     | 167   | 6            |
| 4    | GBR Mark Cavendish      | 32     | 194   | 2            |
| 5    | ITA Elia Viviani        | 29     | 207   | 1            |
| 6    | FRA Thomas Boudat       | 22     | 172   | 5            |
| 7    | NED Tim Veldt           | 7      | 111   | 9            |
| 8    | KAZ Artyom Zakharov     | 7      | 111   | 10           |
| 9    | BRA Gideoni Monteiro    | 4      | 94    | 13           |
| 10   | MEX Ignacio Prado       | 3      | 73    | 15           |
| 11   | HKG Leung Chun Wing     | 1      | 105   | 11           |
| 12   | JPN Kazushige Kuboki    | 1      | 81    | 14           |
| 13   | SUI Gaël Suter          | 1      | 95    | 12           |
| 14   | AUS Glenn O'Shea        | 0      | 144   | 7            |
| 15   | NZL Dylan Kennett       | –7     | 143   | 8            |
| 16   | KOR Park Sang-hoon      | DNF    | 88    | DNF          |
| 17   | USA Bobby Lea           | DNF    | 86    | DNF          |

### Classificação final
| Pos.              | Ciclista                | SR | PI | CE | CR  | FL | CP  | Total |
| ----------------- | ----------------------- | -- | -- | -- | --- | -- | --- | ----- |
| Medalha de ouro   | ITA Elia Viviani        | 28 | 36 | 40 | 36  | 38 | 29  | 207   |
| Medalha de prata  | GBR Mark Cavendish      | 30 | 38 | 28 | 30  | 36 | 32  | 194   |
| Medalha de bronze | DEN Lasse Norman Hansen | 40 | 40 | 6  | 32  | 34 | 40  | 192   |
| 4                 | COL Fernando Gaviria    | 26 | 22 | 36 | 34  | 22 | 41  | 181   |
| 5                 | FRA Thomas Boudat       | 36 | 32 | 38 | 20  | 24 | 22  | 172   |
| 6                 | GER Roger Kluge         | 38 | 34 | 18 | 24  | 20 | 33  | 167   |
| 7                 | AUS Glenn O'Shea        | 34 | 20 | 22 | 38  | 30 | 0   | 144   |
| 8                 | NZL Dylan Kennett       | 32 | 30 | 8  | 40  | 40 | −7  | 143   |
| 9                 | NED Tim Veldt           | 10 | 28 | 10 | 28  | 28 | 7   | 111   |
| 10                | KAZ Artyom Zakharov     | 22 | 12 | 32 | 22  | 16 | 7   | 111   |
| 11                | HKG Leung Chun Wing     | 20 | 16 | 16 | 26  | 26 | 1   | 105   |
| 12                | SUI Gaël Suter          | 12 | 8  | 26 | 16  | 32 | 1   | 95    |
| 13                | BRA Gideoni Monteiro    | 14 | 24 | 30 | 10  | 12 | 4   | 94    |
| 14                | JPN Kazushige Kuboki    | 18 | 6  | 34 | 12  | 10 | 1   | 81    |
| 15                | MEX Ignacio Prado       | 16 | 14 | 24 | 8   | 8  | 3   | 73    |
| 16                | KOR Park Sang-hoon      | 24 | 18 | 14 | 18  | 14 | DNF | DNF   |
| 17                | USA Bobby Lea           | 8  | 26 | 20 | 14  | 18 | DNF | DNF   |
| 18                | BEL Jasper De Buyst     | 6  | 10 | 12 | DNS | –  | –   | DNF   |